# Сыссойла
Сы́ссойла (карел. Sissoine) — деревня в составе Ведлозерского сельского поселения Пряжинского национального района Республики Карелия.
Название происходит от карельского имени карел. Sissoi — рус. Сысой.

## Общие сведения
Расположена на северо-западном берегу озера Маяярви.

## Население
Численность населения в 1905 году составляла 79 человек.
| 2002 | 2010 | 2013 |
| ---- | ---- | ---- |
| 16   | ↗19  | ↘14  |